# Antikenmuseum der Universität Leipzig
Das Antikenmuseum der Universität Leipzig ist eine der größten Hochschulsammlungen antiker Kleinkunst in Deutschland.

## Geschichte
Der Grundstock der Sammlung wurde in der 1. Hälfte des 18. Jahrhunderts gelegt, als erste antike Objekte an die Universität kamen. Im Jahr 1734 nutzte Johann Friedrich Christ, der Professor für Poesie war, bereits Exponate des Bestandes in seinen Vorlesungen. Ab dem frühen 19. Jahrhundert führte die Antikensammlung den Titel eines Kabinetts für Archäologie und Kunst. Während der Grundbestand der Sammlung anfänglich vor allem aus antiken Münzen, Gemmen und Gipsabgüssen bestand, änderte sich dies, als durch Vermittlung von Eduard Gerhard 50 griechische und etruskische Vasen nach Leipzig kamen. Noch im gleichen Jahr wurde die Sammlung durch Antiken aus der Sammlung W. G. Becker ergänzt, die dieser auf einer Italienreise 1840 angekauft hatte. In den Folgejahren wurde die Sammlung durch zahlreiche Zugänge von Tonlampen, Terracotten und sonstige Plastiken bedeutend erweitert. In der 2. Hälfte des 19. Jahrhunderts beschränkte man sich bei Neuerwerbungen vor allem auf Gipsabgüsse. Damit wurde unter Johannes Overbeck begonnen. Erst 1897 wurde mit dem Ankauf der Sammlung Friedrich Hauser, die bedeutende antike Exponate enthielt, wieder originale Objekte in größerem Umfang erworben. Im ersten Jahrzehnt des 20. Jahrhunderts unter dem Direktorat von Franz Studniczka wuchs die Sammlung noch einmal um rund 800 wertvolle Exponate an, die in den Jahren 1901, 1907 und 1911 von den Amerikanern Edward Perry Warren und John Marshall gestiftet wurden, darunter ein bedeutender Marmorkopf Alexanders des Großen.

## Heutige Sammlung

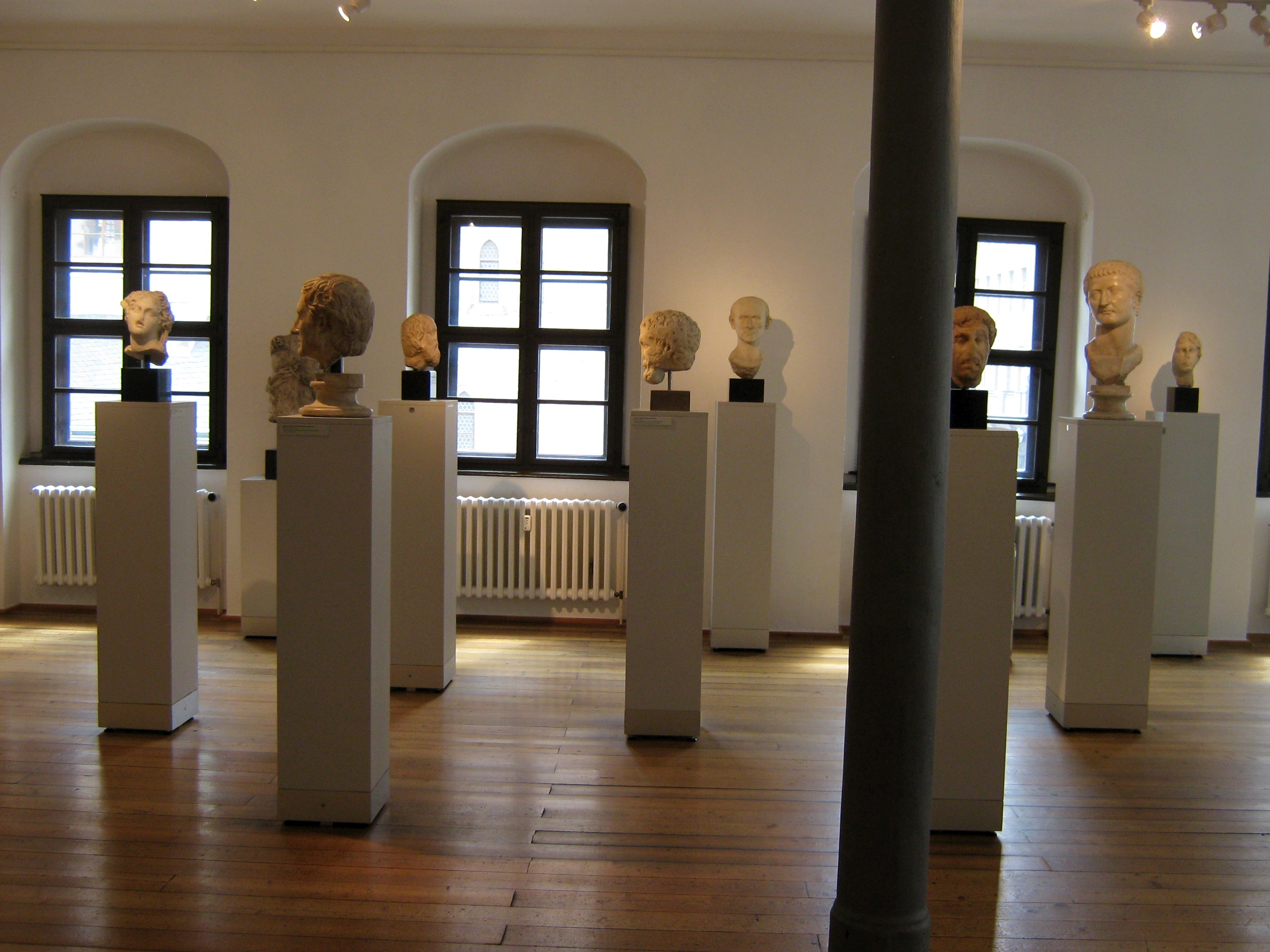
Blick in die Sammlung, Antike Porträts

Insgesamt umfasst die Sammlung heute mehr als 16.000 Exponate, zu deren bedeutendsten Exponaten zahlreiche schwarz- und rotfigurige Vasen zählen. Schon seit 1844 beschränkte sich die Sammlung nicht nur darauf, eine Studiersammlung für Studenten zu sein, sondern zeigt hervorragende Exponate ihres Bestandes auch der allgemeinen Öffentlichkeit. Seit 1994 wird die Sammlung in der Alten Nikolaischule in Leipzig präsentiert. Seine Wiederbegründung verdankt sie dem besonderen Engagement von Eberhard Paul. Leiter ist der jeweilige Professor für Klassische Archäologie an der Universität Leipzig.
Die Bürger traten seit 1840 und treten bis heute auch als Sponsor für diese Sammlung ein. Sie ist damit eine der ältesten akademischen Lehr- und Schausammlungen griechischer und römischer Kunst an deutschen Hochschulen. In Sachsen ist sie die einzige derartige Einrichtung.
Institutionell ist das Museum an das Institut für Klassische Archäologie am Historischen Seminar der Universität Leipzig angebunden. Dieses erfolgte 2017 als Hans-Ulrich Cain in den Ruhestand ging und das Institut für Klassische Archäologie seine institutionelle Selbstständigkeit verloren hatte und dem Historischen Seminar untergeordnet wurde. Kustos des Antikenmuseums war seit seiner Wiederbegründung bis 2022 Hans-Peter Müller. Derzeitiger Kustos ist Jörn Lang.

## Freundes- und Förderkreis des Antikenmuseums der Universität Leipzig
Der Freundes- und Förderkreis des Antikenmuseums der Universität Leipzig e. V. wurde 1994 im Zuge der Wiederbegründung des Antikenmuseums der Universität Leipzig auf maßgebliche Initiative von Eberhard Paul gegründet. Er hat seinen Sitz in Leipzig.
Sein Ziel ist es, diese Sammlungen von Originalen und Abgüssen zu einem vielseitig einsetzbaren Instrument archäologischer Lehre und Forschung auszugestalten und die Bestände für die Öffentlichkeit durch die Förderung museumspädagogischer Aktivitäten zugänglich zu machen.

## Sonderausstellungen (Auswahl)
- 2022–2023: Antike, die unter die Haut geht. In der Ausstellung wurden Gipsabgüsse, Skulpturen, antike Gefäße, Bücher, Tätowier-Zubehör sowie Ideenskizzen, die als Flashcards bezeichnet werden, gezeigt. Zudem werden Fotografien und Zeichnungen präsentiert. Die Ausstellung, die 2025 im Museum August Kestner in Hannover gezeigt wird, widmet sich dem Phänomen des Tattoos in der zeitgenössischen Kultur, wobei der Fokus auf der antiken Vorgeschichte liegt. Darüber hinaus werden bedeutende Veränderungen in der Bedeutung und Funktion von Tattoos beleuchtet.[5]